# Índice de Cornell
El índice de Cornell es un indicador electrocardiográfico de hipertrofia ventricular izquierda, utilizado para el diagnóstico de insuficiencia cardíaca diastólica. Se dice que es positivo si la suma de la onda S en V3 y la onda R en avL es superior a 20mm en mujeres o 28mm en hombres.